# Mount Noel, British Columbia
Mount Noel är ett berg i Kanada.   Det ligger i provinsen British Columbia, i den sydvästra delen av landet, 3 500 km väster om huvudstaden Ottawa. Toppen på Mount Noel är 2 541 meter över havet.
Terrängen runt Mount Noel är bergig åt nordväst, men åt sydost är den kuperad. Trakten runt Mount Noel är nära nog obefolkad, med mindre än två invånare per kvadratkilometer..
Trakten runt Mount Noel består i huvudsak av gräsmarker.